# Сегединска идеја
Сегединска идеја (мађ. A szegedi gondolat), неформално позната као Сегедински фашизам, односи се на прото-фашистичку идеологију која се развила међу антикомунистичким контрареволуционарима у Сегедину, у Мађарској 1919. године. Касније се развила у фашистичку и национал социјалистичку идеологију.
Сегединска идеја заснована је на тврдњи да је Мађарска преварена у Првом светском рату од стране комуниста и Јевреја, стога је позвала на акцију како би поништила ово зло прогласивши свети рат против издајица. Милитанти Сегедина промовисали су мађарски национализам, алтернативну идеју треће позиције, промовишући јачу државу. Сегединци су промовисали иредентистичке тврдње на мађарске територије које су јој припадале пре краја Првог светског рата. Ова идеологија је сматрала да постоји „јудеобољшевичка“ завера у Мађарској. Главни вођа сегединаца је био Ђула Гембеш. Гембеш је прогласио да је насиље „прихватљив начин вођења државе... како бисмо обликовали историју, не само у интересу мале групе, већ целе нације.“